# 投籃計時鐘

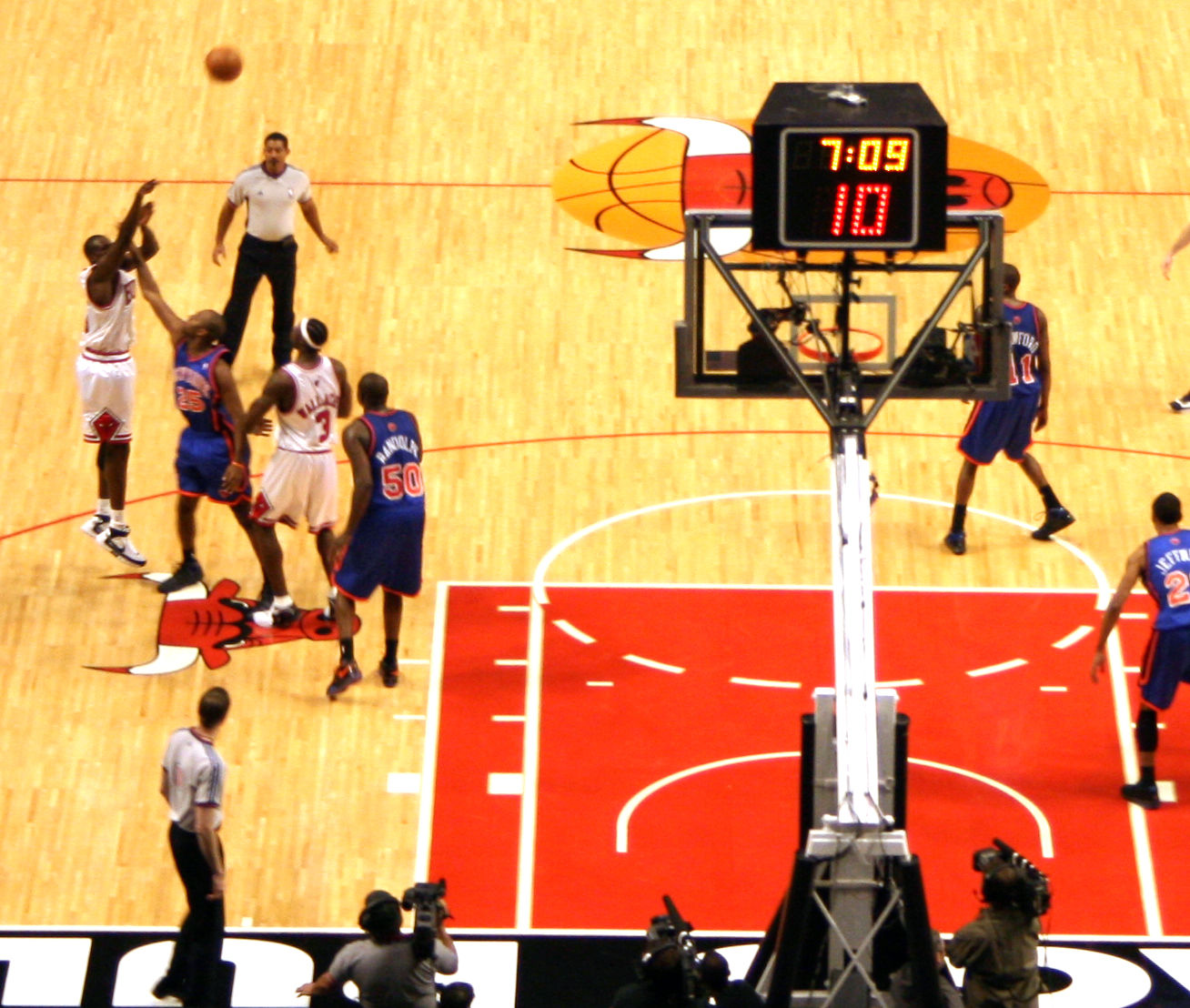
裝設於籃球架上方的投籃計時鐘，上方較小數字為單節比賽結束前所剩時間，下方較大數字從進攻方持球起倒數24秒，需在倒數結束前投籃

投籃計時鐘（英語：Shot clock）是籃球運動中用來增加比賽節奏的倒數計時器。一般採用24秒作為雙方球隊的進攻時間，所以又被稱為「24秒計時器」。

## 歷史
霍华德霍布森（Howard Hobson）教練，他曾帶領俄勒岡大學和耶魯大學籃球隊提出這概念。1954年，24秒装置第一次被使用在纽约州锡拉丘兹队的一次比赛中，锡拉丘兹民族队的老闆丹尼比阿桑尼（Danny Biasone）是这一行动的倡导者。丹尼比阿桑尼用2880秒（一场比赛的全部时间）除以120（当时平均每场比赛的出手次数），得出了24秒这一数字。之后，他说服了NBA也采用这一装置。他的队伍也因此夺得了1955年的总冠军。
有评价这一发明“挽救了篮球运动”，因为当时的规则下，领先一方都会采用拖延战术，可以在底线附近无休止的相互传球而不算犯规。导致比赛节奏拖沓，篮球迷们对这样的比赛不再感兴趣。低比分的比赛结果非常常见。時已至今，籃球已成為世界上最受歡迎的運動之一，反之同樣相當具有發展潛力的手球，由於不設計時鐘，令球隊經常可以在領先後浪費時間，而犯規戰術亦不奏效，導致手球在末段很容易成為垃圾時間，亦由於消極的節奏，令觀賞性大大減低，落後一方亦相當難受。
当投篮计时钟投入使用时，它使得大部分球员很不适应，会在不到20秒的时候就射篮。

## 篮球
在职业男篮（包括NBA和FIBA）中，采用24秒倒计时，所以它也经常被称作“24秒鐘”，如果在24秒时间内无法出手射中篮筐，进攻方就被判进攻违例，丧失了进攻权。当计时器到零秒时会有蜂鸣器发出声音，如果在计时器响的刹那前出手，並命中籃框以及得分，这被称作有效进攻。
这个装置无法阻止队伍采用故意犯规战术，使对方不能完全利用24秒组织进攻。落后的一方可以夺回球权，重新组织进攻来追回比分。
女子篮球比赛，包括职业联赛和大学联赛采用30秒进攻时间。但在2006年初也采用了24秒的规则。美国男子大学联赛采用的是35秒进攻时间。三对三篮球则采用12秒进攻时间。